# Grauer Löwenzahn
Der Graue Löwenzahn (Leontodon incanus), auch Graues Milchkraut genannt, ist eine Pflanzenart aus der Gattung Löwenzahn (Leontodon) innerhalb der Familie der Korbblütler (Asteraceae). 

## Beschreibung

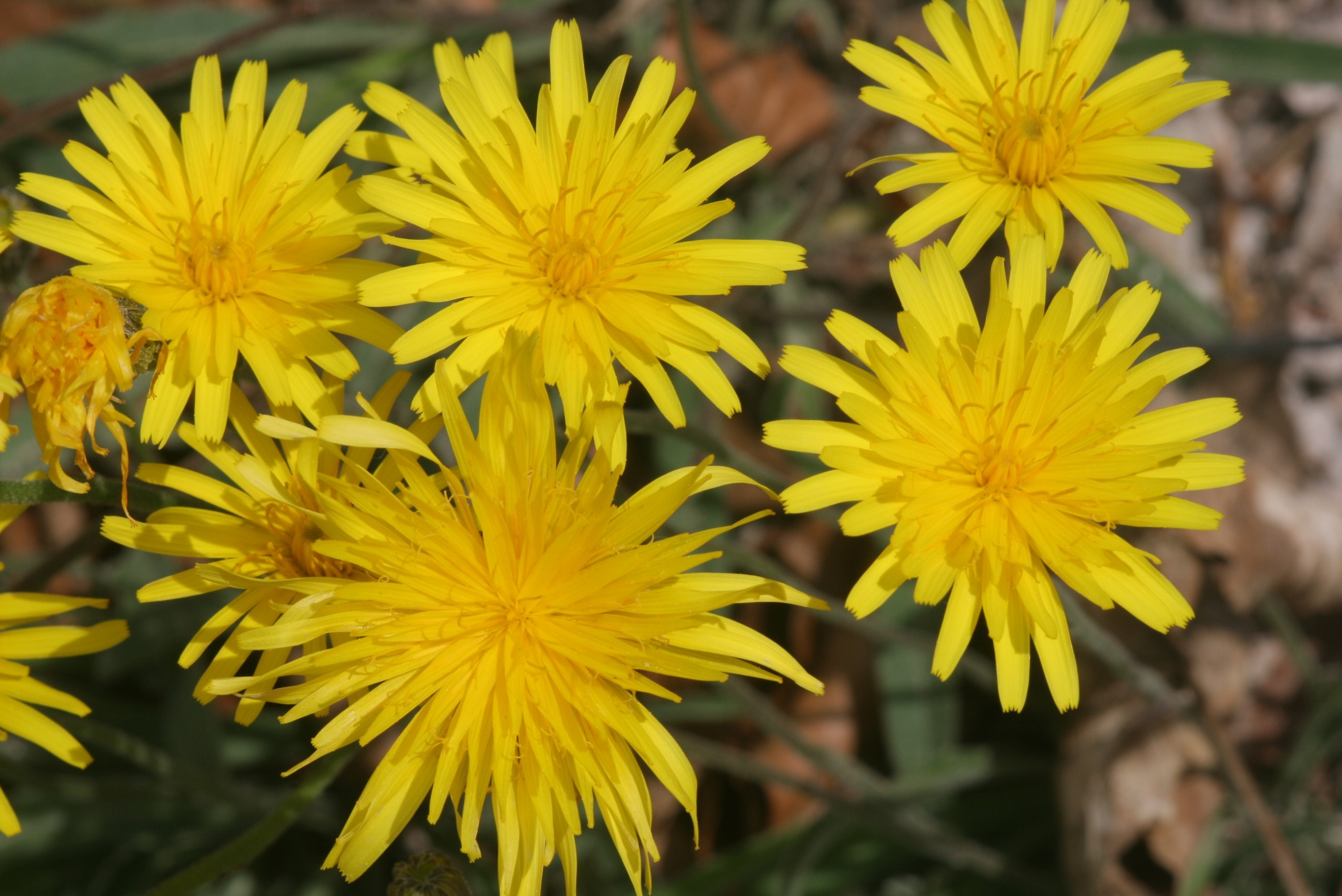
Blütenkörbe im Detail mit gelben Zungenblüten

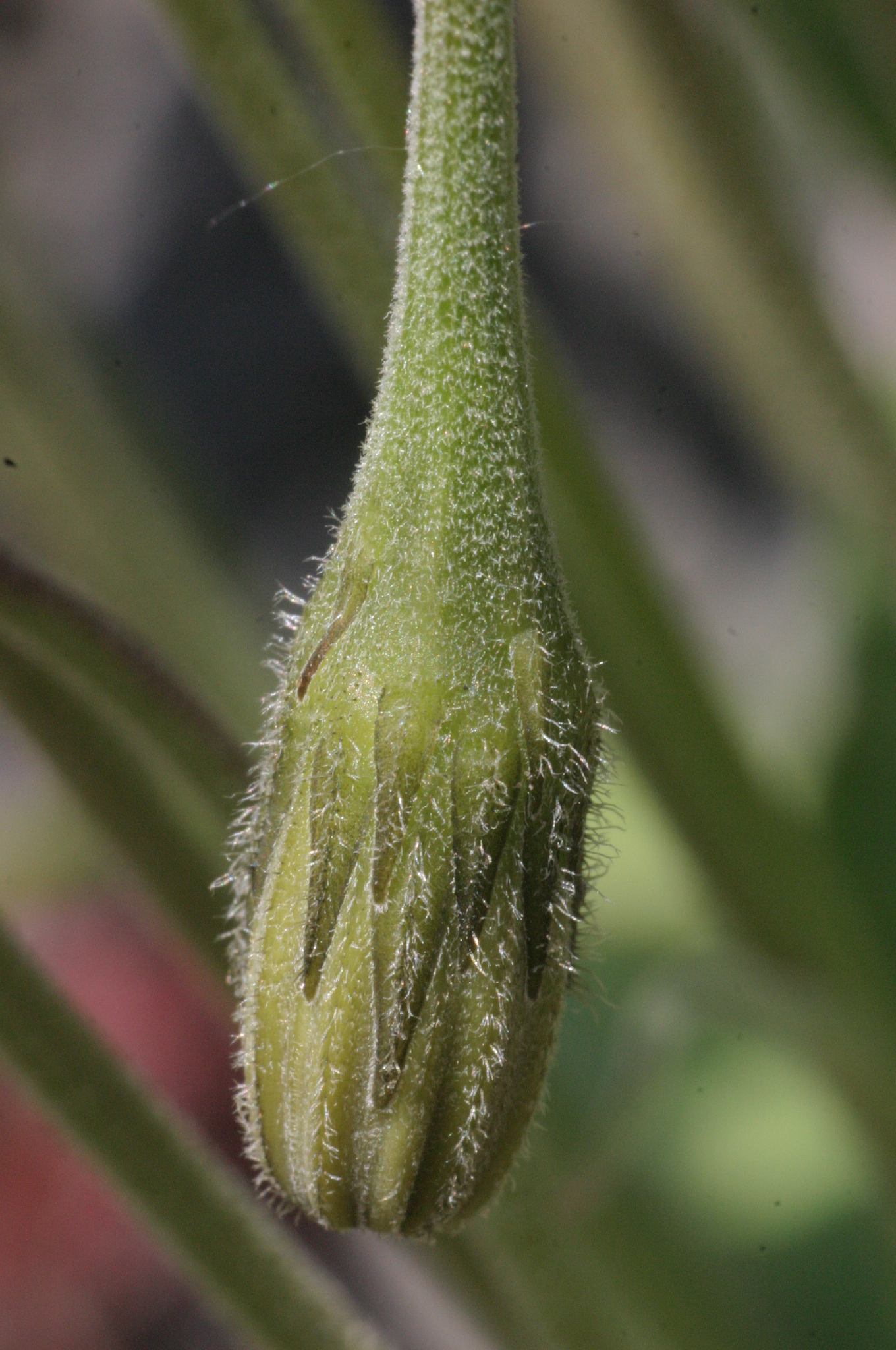
Körbchenhülle mit Trichomen eines nickenden, knospigen Blütenkörbchens

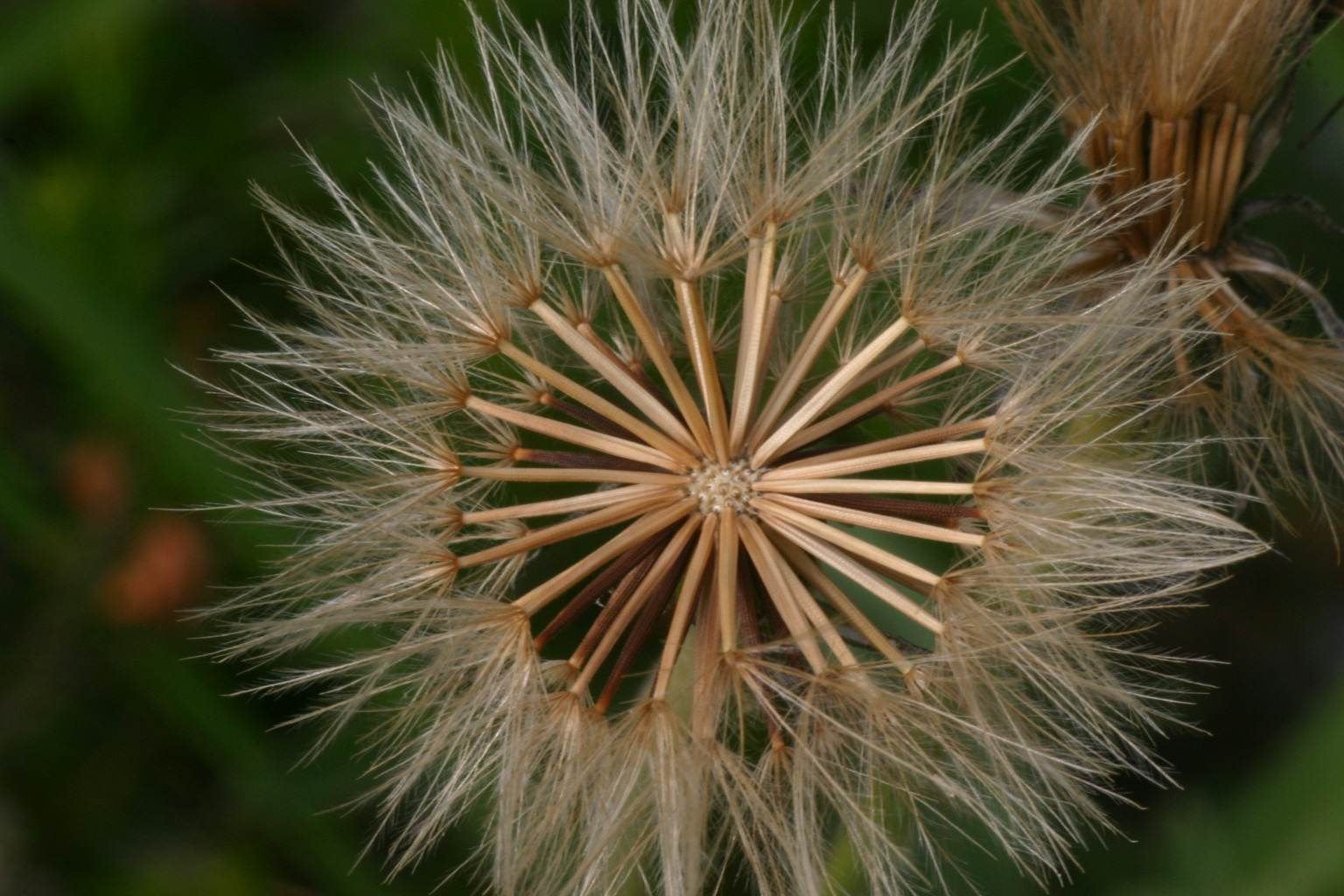
Fruchtstand mit Achänen und Pappus

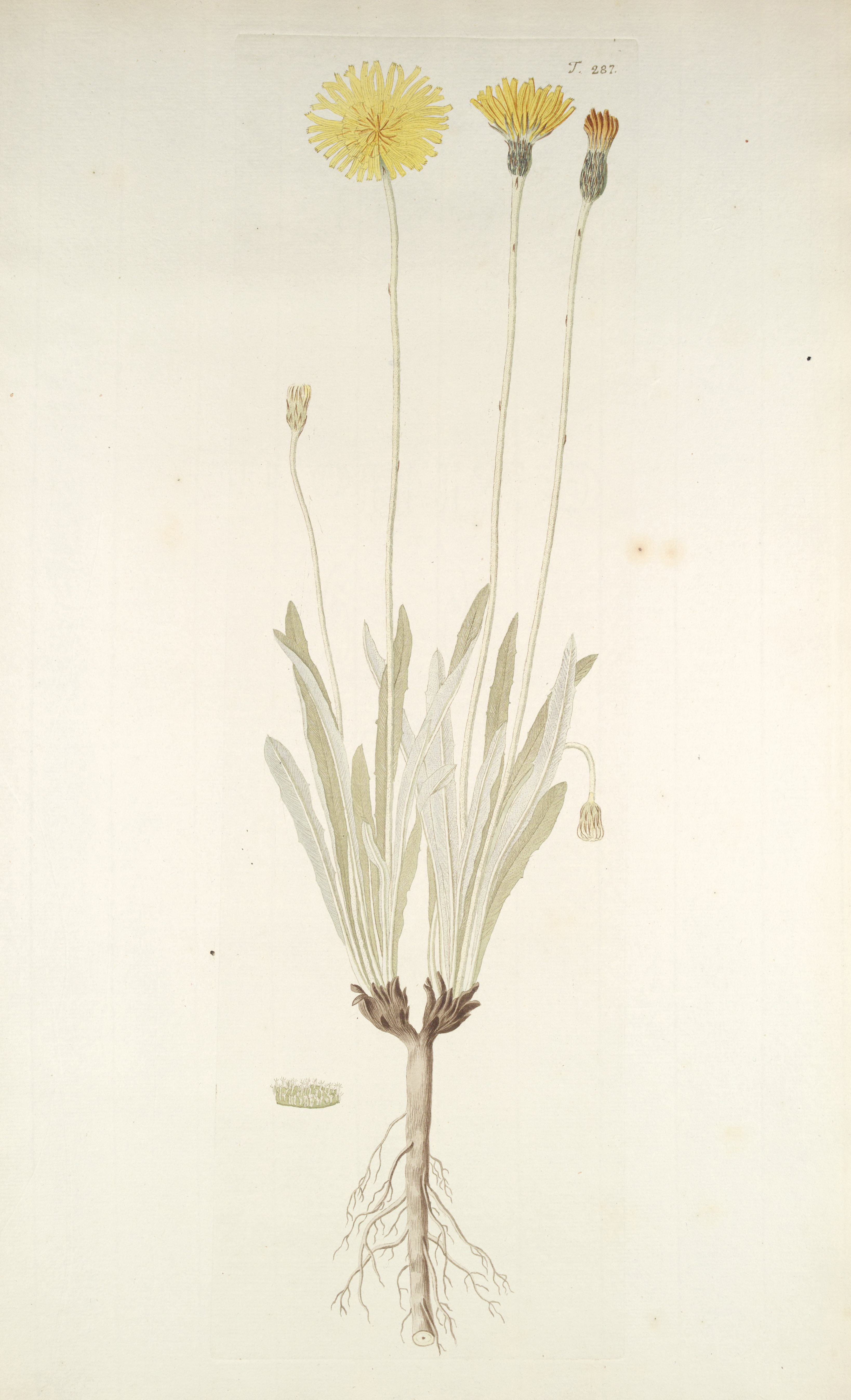
Illustration

### Vegetative Merkmale
Der Graue Löwenzahn wächst als sommergrüne, ausdauernde krautige Pflanze und erreicht Wuchshöhen von meist 15 bis 40, selten bis zu 55 Zentimetern. Das senkrechte, relativ lange, dick-spindelförmiges Rhizom ist im oberen Teil schuppig und an ihm befinden sich spärlich, feine Faserwurzeln. Der aufrechte Stängel ist locker mit sternförmigen Trichomen behaart.
Die in grundständigen Rosette angeordneten Laubblätter sind länglich-lanzettlich, ganzrandig bis entfernt klein gezähnt und durch kurze, drei- bis meist viergabelige Sternhaare fast graufilzig bis grau-grün.

### Generative Merkmale
Die Blütezeit erstreckt sich in Deutschland von Mai bis Juni und in der Schweiz von Juni bis Juli. Je Blattrosette werden meist ein bis zwei, selten bis zu fünf, immer unverzweigte Blütenstandsschäfte gebildet, die nur wenige, sehr kleine, pfriemliche Blattschuppen tragen, aber sonst unbeblättert sind, Sternhaare besitzen und jeweils in nur einem körbchenförmigen Blütenstand enden. Die Blütenkörbe sind vor der Anthese nickend. Die Körbchenhülle (Involucrum) ist 1 bis 1,8 Zentimeter hoch. Die Hüllblätter besitzen Sternhaare und sind nicht schwarz berandet. Die Blütenkörbe enthalten nur Zungenblüten. Die Zungenblüten sind goldgelb und doppelt so lang wie die Hülle.
Die Achäne ist 5 bis 8 Millimeter lang und verjüngt sich nach oben hin. Der schmutzig- bis gelblich-weiße Pappus ist mehrreihig, die äußeren Pappusborsten sind sehr kurz und die inneren federig.
Die Chromosomenzahl beträgt 2n = 8.

## Ökologie
Der Graue Löwenzahn ist ein Hemikryptophyt und ein Spaltenwurzler.
Gallen werden durch eine Anguillulidarum-Art hervorgerufen.

## Vorkommen
Der Graue Löwenzahn ist in den Gebirgen Mittel-, Ost- und Südosteuropas beheimatet. Er ist ein präalpines Florenelement. Sein Verbreitungsgebiet umfasst den mittleren Abschnitt der Alpen von der Schweiz bis zur Steiermark und Krain, die süddeutschen Mittelgebirge, Mähren, Karpaten und die illyrischen Gebirge. Fundorte gibt es in Frankreich, Deutschland, Österreich, Liechtenstein, Schweiz, Italien, Polen, Ungarn, Slowenien, Slowakei, Serbien, Kosovo, Bosnien und Herzegowina, Montenegro, Kroatien und Rumänien. In Österreich ist er in allen Bundesländern häufig bis zerstreut.
Der Graue Löwenzahn besiedelt Trockenrasen, lichte Trockenwälder, Trockengebüsche und Felsbänder. Er steigt bis in Höhenlagen von etwa 2100 Metern. In den Allgäuer Alpen steigt er am Großen Daumen in Bayern bis zu einer Höhenlage von 2100 Meter auf. In Graubünden erreicht er eine Höhenlage von bis zu 2200 Meter, im Kanton Glarus bis zu 2250 Meter.
Der Graue Löwenzahn gedeiht auf kalkreichen, steinig-flachgründigen, trockenen Lehmböden. Er ist kalkstet und gedeiht in den collin bis montanen, selten subalpinen Höhenstufen. Er ist eine Charakterart des Verbands Erico-Pinion, kommt aber auch in Pflanzengesellschaften der Verbände Seslerio-Festucion, Seslerion oder Xerobromion vor. Im Xerobromion ist er eine Kennart des Pulsatillo-Caricetum humilis.
Die ökologischen Zeigerwerte nach Landolt et al. 2010  für Leontodon incanus subsp. incanus sind in der Schweiz: Feuchtezahl F = 1+ (trocken), Lichtzahl L = 4 (hell), Reaktionszahl R = 5 (basisch), Temperaturzahl T = 3 (montan), Nährstoffzahl N = 2 (nährstoffarm), Kontinentalitätszahl K = 4 (subkontinental).

## Systematik
Die Erstveröffentlichung erfolgte 1753 unter dem Namen (Basionym) Hieracium incanum durch Carl von Linné in Species Plantarum, Tomus 2, S. 799. Die Neukombination zu Leontodon incanus (L.) Schrank wurde 1786 durch Franz von Paula Schrank in Baiersche Reise, S. 14 veröffentlicht. Weitere Synonyme für Leontodon incanus (L.) Schrank sind: Leontodon glabrescens (Posp.) Fritsch, Leontodon incanus var. glabrescens Posp., Virea incana (L.) Gray, Leontodon spatulifolius Schloss. & Vuk., Apargia incana (L.) Scop., Apargia incana var. subglabrata Ambrosi. Das Artepitheton incanus bedeutet „aschgrau“.
Die frühere Unterart Leontodon incanus subsp. tenuiflorus (Gaudin) Schinz & R.Keller gilt meist als eigene Art Leontodon tenuiflorus (Gaudin) Rchb. Sie unterscheidet sich durch die schmaleren linealischen und weniger „filzigen“ Laubblätter. Sie kommt in Frankreich, in der Schweiz, in Italien und in Slowenien vor.

## Weiterführende Literatur
- Helga Pittoni: Behaarung und Chromosomenzahlen sternhaariger Leontodon-Sippen. In: Phyton (Horn). Band 16, Nr. 1–4, 1974, S. 165–188 (zobodat.at [PDF; 5,1 MB; abgerufen am 20. April 2023]).
- Rosabelle Samuel, Walter Gutermann, Tod F. Stuessy, Claudete F. Ruas, Hans-Walter Lack, Karin Tremetsberger, Salvador Talavera, Barbara Hermanowski & Friedrich Ehrendorfer: Molecular phylogenetics reveals Leontodon (Asteraceae, Lactuceae) to be diphyletic. In: American Journal of Botany. 2006, Volume 93, Issue 8, S. 1193–1205. doi:10.3732/ajb.93.8.1193